# 許謀
許謀（1894年—1983年11月29日），族譜作許怡謀，字乃宏。1894年生於臺灣澎湖縣白沙鄉後寮村，後舉家搬遷至屏東縣萬丹鄉，於當地經營米廠，成就斐然。二戰之後，許謀參與公職競選，順利出任屏東縣縣議會第四、五屆議員。除此之外，許謀樂善好施，不忘回饋鄉里，甚具清代鄉紳風範。

## 生平
1894年，時值清末乙未割台政權交替前後，許謀生於白沙後寮村，為家中次子。明治43年（1910年），許謀自白沙島公學校畢業，改入私塾學習漢文，便未再升學。爾後，許謀全家遷居今屏東縣萬丹鄉萬全村經營米穀生意，根據1934年9月印行的《最新版臺灣商工業案內總覽》，當時許謀開設的商號叫作「綿豐米穀公司」。綜觀日治時代結束之前，許謀與臺灣總督府長期合作，因應日本糧食政策配合良多，也奠定許謀日後在屏東政經界的地位基礎。 
二戰後（1945年），國民政府接收台灣，不幸於民國36年（1947年）爆發二二八事件，社會陷入劍拔弩張的氛圍，三月初旋即延燒到屏東地區，當局因應此一局面，推舉張吉甫出任主任委員，主導二二八事件處理委員會屏東分會，許謀與吳鑾嬌亦在此時受命擔任糧食組副主任兼炊事主任，以助穩定糧食供應無虞。 許謀在事件之際的表現廣受好評，深受同業愛戴，日後許謀賴此契機先後當選臺灣省米穀商業同業公會聯合監事、屏東縣米穀商業同業公會常務理事、屏東縣商業會理事及屏東信用合作社理事等職。 
民國49年（1958年），許謀當選屏東縣第四屆議會第四選區議員，三年後連任成功。議員六年任職期間，亦兼任赤山巖修建委員會主任委員、萬丹萬惠宮修建委員會主任委員等職。 
許謀雖長期定居屏東，甚少返回澎湖故居，但民國50年（1961年），白沙鄉後寮村三十人公廟重修，許謀慨然資助，其紀念碑可見於後寮南埔三十人公廟。除此之外，後寮村社區的部分道路段與後寮國小的校門，亦是出於許謀的善款。民國59年（1970年），後寮村實施社區發展計劃，許謀出資贈饋，同年獲得臺灣省政府頒獎嘉許。

## 故居
許謀古宅現仍存澎湖縣白沙鄉後寮村4號，乃許氏事業有成後返鄉所建，和1932年後寮威靈宮改建約莫在同一時期。
根據澎湖文史學者許玉河推論，當年威靈宮修建，村民曾向旅外鄉親募款。許謀家族在捐獻金錢之餘，亦有委託同一批建廟匠師起蓋古厝的可能。許家古厝做工精緻，而門楣有十八羅漢的石雕，更為澎湖僅見；古厝門外對聯題「綿遠家聲聯棣萼，豐隆事業紹箕裘」，門聯頭字各取許謀公司「綿豐米穀」之名所作。而許謀現存於屏東縣萬丹鄉的故居，古厝規模宏偉，遠勝於澎湖故居，然則建築風格多有雷同相似之處，應為同時期的作品。
不過民國38年（1949年），大批國民軍隊入台，許家後寮古厝一度成為軍隊駐軍之處，軍隊撤離之後，許家古厝閒置長達三十餘年。民國61年（1972年），許謀鑒於後寮許氏族人返鄉並無祭祖場所，遂自主撥出故居作宗祠之用。